# Started a Fire
Started a Fire es el álbum debut de la banda de rock británica One Night Only, publicado el 11 de febrero de 2008.

## Lista de canciones
| N.º   | Título             | Duración |  |
| 1.    | «Just for Tonight» | 4:18     |  |
| 2.    | «It's About Time»  | 3:26     |  |
| 3.    | «You and Me»       | 3:24     |  |
| 4.    | «He's There»       | 3:24     |  |
| 5.    | «Start Over»       | 4:57     |  |
| 6.    | «Time»             | 3:10     |  |
| 7.    | «Stay At Home»     | 3:33     |  |
| 8.    | «It's Alright»     | 3:22     |  |
| 9.    | «Sweet Sugar»      | 4:21     |  |
| 10.   | «Hide»             | 5:49     |  |
| 39:14 |                    |          |  |

## Personal
- George Craig – voz, guitarra
- Mark Hayton – guitarra, coros
- Daniel Parkin – bajo
- Jack Sails – teclados, coros
- Sam Ford – batería